# Gottlieb Fröhlich
Gottlieb Fröhlich, född 13 augusti 1948 i Wohlen bei Bern, är en schweizisk före detta roddare.
Fröhlich blev olympisk bronsmedaljör i fyra med styrman vid sommarspelen 1968 i Mexico City.